# István Kozma (luchador)
István Kozma (Budapest, Hungría, 27 de noviembre de 1939-9 de abril de 1970) fue un deportista húngaro especialista en lucha grecorromana donde llegó a ser campeón olímpico en Tokio 1964 y en México 1968.

## Carrera deportiva
En los Juegos Olímpicos de 1964 celebrados en Tokio ganó la medalla de oro en lucha grecorromana estilo peso pesado, por delante del luchador soviético Anatoly Roshchin (plata) y del alemán Wilfried Dietrich (bronce). Cuatro años después, en las Olimpiadas de México 1968 volvió a ganar el oro en la misma categoría.

## Fallecimiento
Kozma falleció en un accidente vehicular a la edad de 30 años. Sus restos descansan en el Nuevo Cementerio Público de Budapest.